# Mercatortelescoop
De Mercatortelescoop is een telescoop van 1,2 meter op het Observatorio Roque de los Muchachos in La Palma (Canarische Eilanden). Hij wordt beheerd door het Instituut voor Sterrenkunde van de KU Leuven in samenwerking met het Observatoire Astronomique de l'Université de Genève. Met de bouw werd begonnen in juli 1999. De telescoop werd ingehuldigd in oktober 2003 en is genoemd naar de Vlaamse cartograaf Gerardus Mercator.

## Onderzoek
Het onderzoek vanaf deze telescoop concentreert zich onder meer op de terreinen van :
- de asteroseismologie : hierbij bestudeert men de ingewikkelde variabiliteit van sommige sterren waaruit gegevens met betrekking tot hun interne structuur zijn af te leiden ;
- de zwaartekrachtlenzen : de studie van quasars waarvan het licht wordt afgebogen door tussen de quasar en de aarde liggende sterrenstelsels.
- de gammaflitsen : zoeken en bestuderen van de optische pendanten van gammaflitsen.

## Instrumenten
De telescoop staat op een hoogte van 2333 meter boven de zeespiegel en levert scherpe beelden dankzij onder meer de geringe atmosferische turbulentie in La Palma. De diameter van de hoofdspiegel is 1,2 meter, en gecombineerd met de secundaire spiegel van 0,30 meter heeft de telescoop een brandpuntsafstand van 14,4 meter. Andere wetenschappelijke instrumenten zijn :
- MAIA 3-channel CCD camera
- HERMES Fibre-fed echelle spectrograph
- MARVEL telescope array

## Voetnoten
1. ↑  Informatie over de Mercatortelescoop (Engels). Gearchiveerd op 14 juni 2024.